# Утиное (Крым)
Ути́ное (до 1948 года Сре́дний Джанко́й; укр. Утине, крымскотат. Orta Canköy, Орта Джанкой) — исчезнувшее село в Нижнегорском районе Республики Крым, располагавшееся на севере района, в степной зоне Крыма, недалеко от берега Сиваша, примерно в 2,5 км к востоку от современного села Любимовка.

## История
Впервые в исторических документах встречается в Статистическом справочнике Таврической губернии. Ч.II-я. Статистический очерк, выпуск пятый Перекопский уезд, 1915 год, согласно которому в деревне Джанкой Средний Ак-Шеихской волости Перекопского уезда числилось 36 дворов (все дворы с землёй) с русским населением в количестве 135 человек приписных жителей и 85 — «посторонних», из которых 106 мужчин и 114 женщин. Жители владели 820 десятинами удобной земли. В хозяйствах имелось 200 лошадей, 40 волов, 85 коров и 500 голов мелкого скота.
После установления в Крыму Советской власти, по постановлению Крымревкома № 206 «Об изменении административных границ» от 8 января 1921 года была упразднена волостная система, Перекопский уезд переименовали в Джанкойский, в составе которого был создан Джанкойский район. В 1922 году уезды преобразовали в округа. 11 октября 1923 года, согласно постановлению ВЦИК, в административное деление Крымской АССР были внесены изменения, в результате которых округа были отменены и Джанкойский район стал основной административной единицей и село включили в его состав. Согласно Списку населённых пунктов Крымской АССР по Всесоюзной переписи 17 декабря 1926 года, в селе Джанкой Средний, центре Средне-Джанкойского сельсовета Джанкойского района, числился 26 дворов, все крестьянские, население составляло 125 человек, из них 63 русских, 61 украинец, 1 еврей. Постановлением Президиума КрымЦИКа «Об образовании новой административной территориальной сети Крымской АССР» от 26 января 1935 года был образован Колайский район (переименованный указом ВС РСФСР № 621/6 от 14 декабря 1944 года в Азовский) и село включили в его состав. Видимо, в ходе той же реорганизации был упразднён сельсовет, поскольку на 1940 год он уже не существовал.
После освобождения Крыма от фашистов, 12 августа 1944 года было принято постановление № ГОКО-6372с «О переселении колхозников в районы Крыма» и в сентябре 1944 года в Азовский район Крыма приехали первые новоселы (162 семьи) из Житомирской области, а в начале 1950-х годов последовала вторая волна переселенцев из различных областей Украины. С 25 июня 1946 года селение в составе Крымской области РСФСР. Указом Президиума Верховного Совета РСФСР от 18 мая 1948 года Средний Джанкой переименовали в Утиное. 26 апреля 1954 года Крымская область была передана из состава РСФСР в состав УССР. На 15 июня 1960 года село числилось в составе Ковровскийого сельсовета. Указом Президиума Верховного Совета УССР «Об укрупнении сельских районов Крымской области» от 30 декабря 1962 года Азовский район был упразднён, и село присоединили к Джанкойскому району. 1 января 1965 года указом Президиума ВС УССР «О внесении изменений в административное районирование УССР — по Крымской области» село включили в состав Нижнегорского района. Ликвидировано в период с 1968 года, когда Утиное ещё записано в составе Ковровского сельсовета и по 1977 год, когда оно уже значилось в списках упразднённых сёл (Чкаловского сельсовета).